# Carea obsolescens
Carea obsolescens är en fjärilsart som beskrevs av Moore 1884. Carea obsolescens ingår i släktet Carea och familjen trågspinnare. Inga underarter finns listade i Catalogue of Life.